# Johanna Burgers
Johanna Theodora Burgers (Bergh, 23 september 1895 – Tilburg, 12 juni 1943) was directrice van Burgers' Dierenpark in Tilburg.

## Biografie
Johanna Burgers werd in 1895 als oudste van drie dochters van Johan Burgers (oprichter van Burgers' Zoo) geboren. Ze huwde met de Tilburger Johan van Glabbeek. In 1932 werd Burgers' Dierenpark in Tilburg opgericht. Burgers had het park als huwelijkscadeau aan zijn dochter en schoonzoon gegeven. Johanna Burgers heeft het park geleid tot haar overlijden in 1943. Drie jaar later verkocht Van Glabbeek het park vervolgens aan de firma C. van Dijk & Zonen, die al vanaf het begin bij het park betrokken was. De naam veranderde van Burgers' Dierenpark in Tilburgs Natuur Dierenpark. In 1973 werd het park definitief gesloten. 